# Territoire de la capitale australienne
Pour les articles homonymes, voir ACT.
Le Territoire de la capitale australienne (en anglais : Australian Capital Territory, abrégé en ACT) est le territoire sur lequel est située la capitale fédérale australienne, Canberra. Enclavé dans le sud-est de la Nouvelle-Galles du Sud, il est le plus petit mais aussi le plus densément peuplé des territoires autonomes australiens.
Il est imaginé pendant les négociations précédant la Fédération, comme un emplacement neutre d’une nouvelle capitale nationale. La Constitution australienne prévoit ainsi qu’à la suite de l’indépendance, en 1901, du terrain devrait être cédé au nouveau gouvernement fédéral. La souveraineté du territoire est transférée de la Nouvelle-Galles du Sud au gouvernement fédéral en 1911 et la construction de la ville nouvelle en tant que capitale fédérale, Canberra, commence en 1913.

## Histoire
Avant l'arrivée des Européens, la région était habitée par trois tribus aborigènes : les Ngunnawals, les Walgalus et les Ngarigos.
Les premiers Européens n'arrivèrent que dans les années 1820. À partir de 1824, s'installèrent les premières exploitations et fermes puis quelques petites villes comme Hall et Tharwa virent le jour.
Une de ces exploitations a un intérêt historique tout particulier : Lambrigg, près de Tharwa. C'est là que William Farrer développa une variété de blé résistant à la rouille, ce qui eut un effet très bénéfique sur l'industrie meunière australienne. Farrer mourut à Lambrigg en 1906.
Quand les colonies négocièrent entre elles une constitution pour former le Commonwealth d'Australie, il y eut un point d'achoppement sur le choix de la capitale, Melbourne et Sydney s'affrontèrent, réclamant chacune ce privilège. Finalement un compromis fut trouvé avec la création d'une nouvelle capitale en Nouvelle-Galles du Sud, à au moins 100 milles (160,93 km) de Sydney. En attendant que celle-ci soit créée, Melbourne fut désigné comme étant la capitale provisoire de l'Australie.
En 1911, fut organisé un concours international destiné à établir les plans de la ville nouvelle. Il fut remporté par le couple d'architectes américains Walter Burley Griffin et Marion Mahony Griffin. La ville fut baptisée Canberra, terme désignant un « lieu de rassemblement » dans les Langues aborigènes. La construction de la cité commença le 12 mars 1913.
Le siège du gouvernement fédéral fut officiellement transféré de Melbourne au Territoire de la Capitale australienne à l'ouverture de la première session du parlement à Canberra le 9 mai 1927. Parmi les premières décisions votées par le Parlement figure l'abrogation de la prohibition. Au début, les affaires continuèrent d'être menées depuis Melbourne mais les différents ministères furent progressivement transférés vers Canberra, ce qui prit plusieurs années.
Le nom officiel du territoire fut d'abord the Federal Capital Territory (FCT). En 1938, il fut transformé en the Australian Capital Territory (le « territoire de la capitale australienne »).
En 1978, par référendum, les habitants de Canberra refusèrent à 63 % de s'autogérer. Malgré cela, en décembre 1988, le parlement accorda au territoire un gouvernement autonome directement rattaché a la Couronne. Après les premières élections en février 1989, une assemblée législative de 17 membres s'installa à London Circuit, à Civic, le 11 mai 1989. Le parti travailliste australien forma le premier gouvernement, conduit par le premier ministre, Rosemary Follett, qui devenait ainsi la première femme chef de gouvernement en Australie.
Pour assurer à la capitale fédérale un accès à la mer, le gouvernement du Commonwealth acheta en 1915 à l’État de la Nouvelle-Galles du Sud quelques kilomètres carrés autour de la baie de Jervis, lesquels furent intégrés à ce qui était alors le FCT. Ce territoire, séparé physiquement du Territoire de la capitale fédérale, en fut détaché en 1989 pour devenir un territoire autonome, le Territoire de la baie de Jervis.
En 2022, la frontière avec la Nouvelle-Galles du Sud est modifiée pour la première fois en 110 ans : la section Parkwood de la Nouvelle-Galles du Sud, faisant partie d'un projet de développement (Ginninderry) à cheval entre les deux États, est concédée à l'ACT. La nouvelle frontière suit un cours d'eau qui découpe naturellement les deux États.

## Gouvernement
L'ACT a un gouvernement propre sans avoir l'indépendance législative des États australiens. Il est gouverné par un ministère (Ministry) tenu par un ministre principal (Chief Minister). Les lois sont votées par une assemblée législative de 25 membres qui cumule les compétences locales et les compétences d'État. Cependant, ses décisions peuvent être annulées par le gouvernement australien.
Contrairement aux autres territoires australiens auto-gouvernés (par exemple les îles Norfolk, Christmas et Cocos), l'ACT n'a pas d'administrateur. Le rôle est joué par le gouverneur général d'Australie.
Au Parlement fédéral australien, l'ACT est représenté par cinq membres : deux sénateurs et trois membres de la Chambre des représentants.
En 2019, l'ACT devient la première juridiction australienne à légaliser l'usage récréatif du cannabis, puis en 2023 à dépénaliser la possession en petite dose de certaines drogues dures.

## Démographie
En 2016, 1,6 % de la population du Territoire de la capitale australienne est aborigène ou indigène du détroit de Torrès.
43,86 % de la population s'identifie comme d'ascendance britannico-irlandaise, 20,72 % d'ascendance australienne, 5,20 % d'ascendance chinoise, 3,29 % d'ascendance indienne, 2,31 % d'ascendance italienne, 2,02 % d’ascendance allemande, 1,04 % d'ascendance vietnamienne, 0,95 % d'ascendance philippine, 0,82 % d'ascendance grecque, 0,82 % d'ascendance croate et 18,97 % d'une autre ascendance représentant moins de 0,6 % de la population.
32 % de la population du territoire est née à l'étranger, dont 3,2 % au Royaume-Uni, 2,9 % en Chine, 2,6 % en Inde, 1,2 % en Nouvelle-Zélande et 1,0 % aux Philippines.
Alors que 36,2 % des habitants du territoire déclarent ne pas avoir de religion, 49,9 % déclarent être de confession chrétienne (22,3 % appartenant à l'Église catholique, 10,8 % à l'Église anglicane, 2,42 % à l'Église unifiée d'Australie), 2,6 % être de confession hindouiste, 2,5 % de confession bouddhiste, 2,5 % de confession musulmane, et 6,3 % d'une autre confession,.
Alors que 72,7 % de la population du territoire déclare ne parler qu'anglais à la maison, 3,1 % déclare parler mandarin, 1,1 % le vietnamien, 1,0 % le cantonnais, 0,9 % le hindi et 0,8 % l'espagnol.